# Pametna saobraćajna svetla
Pametna saobraćajna svetla ili inteligentna saobraćajna svetla su saobraćajni kontrolni sistem koji kombinuje tradicionalna saobaćajna svetla sa nizom senzora i veštačkom inteligencijom da bi inteligentno određivali putanju vozila i pešaka.

## Istraživanje
Tehnologija za pametne saobraćajne signale je razvijena u Carnegie Mellon University i koristi se kao ogled projekat u Pitsburgu kao napor da se smanje štetni gasovi iz vozila u gradovima. Za razliku od drugih dinamičkih kontrolnih signala koji nameštaju vreme i faze svetla prema limitima koji su postavljeni u okviru kontrolnog programa, sistem kombinuje postojeću tehnologiju sa veštačkom inteligencijom.
Signali komuniciraju medjusobno i prilagođavaju se promeni saobraćajnih uslova da redukuju količinu vremena koju automobil potroši u prazom hodu. Koristeći optičko vlakno u video prijemnicima, sličnim onima koji već rade u dinamičkim kontrolnim sistemima, nova tehnologija nagleda broj vozila i čini promene u datom trenutku da bi izbegla zakrčenje gde god je moguće. Početni rezultati iz ogleda su ohrabrujući: količina vremena koji vozači potroše u praznom hodu na semaforima su redukovana za 40% i vreme putovanja je smanjeno za 25%..

## Moguće prednosti
Kompanije koje su uključene u razvoj pametnih saobraćajnih menadžera sistema uključujući BMW i Siemens, koji su predstavili sistem semafora koji rade pomoću interneta u 2010. Ovaj sistem radi  sa tehnologijom ‘’’ne-prazan hod’’’. Mnogi automobili su opremljeni ovom tehnologijom. Ova tehnologija upozorava vozača na predstojuću promenu svetla. Ovo bi trebalo da pomogne vozaču, tako da odluka ne-prazan hod sistema, čini put mnogo efikasnijim. Informacije koje mreža prima od automobila pomaže da se prilagodi rad semafora.
Novi patent koji se pojavio 1. Marta 2016 godine John F. Hart Jr. je za „Pametnu“ saobraćajnu kontrolu sistema koja „vidi“ sobraćajni pristup rakrsnice i reaguje prema tome šta je potrebno da se održi protok automobili što je moguće efikasnije. Predvidjajući potrebe vozila koje se približava, ne čekajući da stigne I zaustavi se, sistem potencijalno čuva vreme vozača pri čemu smanjuje štetne gasove.
Istraživački timovi iz Rumunije i SAD veruju da će potrošeno vreme vozača čekajući svetlo na semaforu promeniti može smanjiti za više od 28% uvođenjem pametnih saobraćajnih semafora i emisija CO2 može biti smanjena za 6.5%.
Velika upotreba Pametnih saobraćajnih svetla može biti deo javnog gradskog siste. Signali mogu biti postavljeni da osete prilaz autobus i tramvaja i da menjaju signal u njihovu korist, pri čemu bi unapredili brzinu i efikasnost u održivom transportnom modelu.

## Prepreke za rasprostranjenu upotrebu
Glavni kamen spoticanja za rasprostranjenu upotrebu ovakvih sistema je činjenica da većina vozila na putevima nemaju omogućenu komunikaciju sa kompjuterskim sistemom koji gradska vlast koristi za korišćenje kontrolu saobraćajnih svetla. Međutim, u Harris Conty, Texas, koristi se jednostavniji sistem baziran na signalima primljenim od vozačevih telefona.  I ako samo par vozača ima svoj telefon uključen, sistem je I dalje u mogućnosti da obezbedi pouzdane podatke o saobraćajnoj gustini.
Rezultat iz simulacija, gde je algoritam primenjen na kontrolu saobraćajnih svetla za vozač po poziciji mobilnog telefona, pokazao je da 30% vozača koji imaju ovaj sistem bi učinio olakšicu i za vozače koji ne koriste sistem. 
Što znači da bi usvajanjem pametnih saobraćajnih semafora u svetu moglo početi čim bi se razumna manjina vozila opremi tehnologijom za komunikaciju sa kompjuterom koji kontroliše signale. Što je bolje nego čekati da većina automobila ima ugrađenu takvu tehnologiju

## Jednostavniji sistemi
U međuvremenu, u Ujedinjenom Kraljevstvu, svetla se menjaju u crveno kada osete da se vozilo koje prilazi kreće velikom brzinom. Ovo ispitivanje se vrši u Svindon. Na taj način se proverava da li će se ovim sistemom smanjiti broj nesreća na putu nego sa kamerama brzine koje su prethodile senzorima i koje su uklonjene nakon odluke Saveta u 2008. godini. Ova svetla su više fokusirana da ohrabre vozače da poštuju zakon. Ako se sistem pokaže uspešan, onda bi mogli da otvore put ka sofisticiranijim sistemima u Ujedinjenom Kraljevstvu.

## Prethodna istraživanja
Kao dodatak pronalascima istraživačima iz Rumunije i SAD, naučnici iz Drezdena, Nemačkoj došli su do zaključka da pametni saobračajni semafori mogu da izvršavaju svoje zadatke mnogo efikasnije bez bilo kakvog mešanja čoveka.